# Томас Метју Крукс
Томас Метју Крукс (енгл. Thomas Matthew Crooks; 20. септембар 2003 – 13. јул 2024) био је Американац који је покушао да убије Доналда Трампа, бившег председника Сједињених Америчких Држава и потенцијалног кандидата Републиканске странке за председничке изборе 2024. године. Дана 13. јула 2024. године, на политичком скупу у близини Батлера у Пенсилванији, Крукс је пуцао на Трампа из пушке са оближњег крова док је Трамп држао говор, ранивши Трампа и двојицу присутних, а убивши Корија Комператора који је присуствовао митингу. Након тога је убијен од стране тима за противнапад Тајне службе. Истрага Федералног истражног бироа (ФБИ) је у току, а његови мотиви остају непознати.

## Младост и образовање
Томас Метју Крукс је рођен 20. септембра 2003.  и одрастао је у Бетел парку у Пенсилванији. Комшилук у којем је живео описан је као „средња класа, можда виша средња класа“. Оба његова родитеља су радила као лиценцирани социјални радници.
Крукс је похађао средњу школу Бетел Парк, где је био познат као натпросечан ученик, а дипломирао је 2022. године Другови из разреда и школски званичници окарактерисали су га као тихог, а другови из разреда су још тврдили и да је често био малтретиран, између осталог и због његовог тихог понашања или ношења маскирне ловачке опреме и маски у школу. Крукс је уживао у игрању шаха и видео игрица, и учио је како да програмира. Исте године је добио награду од 500 долара од Националне иницијативе за математику и науку. Садашњи и бивши ученици средње школе Бетел Парк рекли су да се у средњој школи Крукс окушао у стрељачком клубу своје школе, али није успео да уђе у тим због лоших резултата. Са друге стране, школски дистрикт Бетел Парк је саопштио да нема података о томе да је Крукс покушавао да постане део тима. Накратко се појавио у реклами за инвестициону фирму Блек Рок 2023. која је снимљена у његовој средњој школи; Блек Рок је повукао снимак из промета након покушаја атентата.
Крукс је два месеца пре пуцњаве стекао звање сарадника из инжењерских наука на друштвеном колеџу округа Алегени.
Био је запослен као помоћник у куњихи у локалном старачком дому у време атентата. Није имао криминални досије, а ФБИ је рекао да нема индиција да је имао проблема са менталним здрављем. Министарство одбране САД утврдило је да он није био у војној служби. Међутим, бивши колега је рекао да је Крукс раније био заинтересован за војну службу као средство за приступ факултетском образовању. Имао је чланство у локалном стрељачком клубу најмање годину дана.

## Покушај атентата на Доналда Трампа
ФБИ је 14. јула 2024. идентификовао Крукса као извршиоца иза покушаја атентата на Доналда Трампа претходног дана. Крукс је погодио Трампа у горње десно уво на предизборном скупу у близини Батлера у Пенсилванији. Такође је упуцао три одрасла мушка члана публике, убивши 50-годишњег Корија Комператореа и тешко ранивши још двојицу. Користио је полуаутоматску пушку АР-15 коју је легално купио његов отац, према изворима у органима за спровођење закона. Крукса је убио члан тима тајне службе Сједињених Држава након што је почео да пуца. Материјали за прављење бомби пронађени су у његовом возилу и у његовој кући. На фотографијама његовог беживотног тела види се како носи мајицу која је изгледала као роба са Јутјуб канала „DemolitionRanch“ који се фокусира на ватрено оружје и културу оружја. Истрага ФБИ је у току, а његови мотиви остају непознати.

## Политичке активности
Крукс је био регистровани републиканац, и његова регистрација гласача је била активна од септембра 2021. године, месеца када је напунио 18 година. Званичници кажу да је гласао само на средњемандатским изборима 2022. године.
Дана 20. јануара 2021., са 17 година, донирао је 15 долара пројекту Progressive Turnout, либералној групи за активирање бирача, преко платформе за донације Демократске странке ActBlue. Његова донација је дата истог дана када је председник Џо Бајден положио заклетву. Један ученик из средње школе се присетио да је Крукс заступао конзервативне ставове током дискусија и дебата о политици и запитао се „зашто би он извршио атентат на конзервативног кандидата”.